# Boualem Amirouche
Boualem Amirouche (Kouba, Argelia, 1 de octubre de 1942) es un exfutbolista de Argelia que jugaba en la posición de delantero.

## Carrera

### Club
| Periodo   | Club     |
| --------- | -------- |
| 1962-1978 | RC Kouba |
| 1978-1979 | CA Kouba |

### Selección nacional
Jugó para Argelia en 12 ocasiones de 1966 a 1971 y anotó cinco goles; participó en la Copa Africana de Naciones 1968 y en los fallidos procesos clasificatorios rumbo a México 1968 y México 1970.

## Logros
- Goleador del Campeonato Nacional de Argelia en la temporada 1974/75 con 18 goles.[2]